# Александар Глигорић
Александар Глигорић (Лозница, СФРЈ, 7. октобар 1973) српски је глумац.

## Биографија
Познат је по телевизијским серијама „Главом кроз зид“ и „Сенке над Балканом“, као и по филмовима „Живот и смрт порно банде", „Рат уживо" и „Београд 011". Године 2015. глумио је у филму „Оператив“ са Ентонијем Лапаљаијом.. Гледамо га и у запаженим епизодама у серијама "Жене са Дедиња", "Јутро ће променити све", "Дневник машиновође", "Мочвара" итд. Популарност је стекао играјући у филму Јужни ветар, као и у истоименој серији, где игра лик Капућина. Играо је 2022. године инспектора Антонијевића у мини серији Блок 27.
Као позоришни глумац играо је у београдским представама „Човек је човек" и у „Комедији забуне". У Народном позоришту Приштине играо је лик Сирана у истоименој представи. Тренутно игра главног антагонисту Стојана Филиповског у представи Црни лептир у Позоришту на Теразијама.
Појавио се 2010. године у емисији „Дођи на вечеру"  и документарном филму " Косовски дневник" из 2008. године.

## Улоге у синхронизацијама
| Година     | Наслов                            | Улога                                                                          |
| ---------- | --------------------------------- | ------------------------------------------------------------------------------ |
| 2020.      | Соников филм                      | Наклс                                                                          |
| 2020.      | Гамболов чудесни Свет             | Најџел Браун                                                                   |
| 2021.      | Видех штошта пошта                | Отровни облак                                                                  |
| 2021.      | Крег са потока                    | Дуане                                                                          |
| 2021-2022. | Касаграндес                       | Нарцисо Гриљо, Г. Вандербрз, Невестин отац                                     |
| 2021.      | Неукротиви Спирит                 | Ал Грејнџер                                                                    |
| 2021.      | Штрумпфови (ТВ серија из 2021)    | Мргуд, Њупаџија                                                                |
| 2021.      | Џелистоун!                        | Шазан                                                                          |
| 2021.      | Певајмо 2                         | Даријус                                                                        |
| 2021.      | Рогомаца!                         | Сокодил                                                                        |
| 2022.      | Клифорд: Велики црвени пас (филм) | Раул                                                                           |
| 2022.      | Сила опасности                    | Великобради, Гасни кловн                                                       |
| 2022.      | Лоши момци (филм из 2022)         | Ајкула                                                                         |
| 2022.      | Сунђер Боб Коцкалоне              | Гуру                                                                           |
| 2022.      | Шоу Патрика Звезде                | Сесил Звезда                                                                   |
| 2022.      | Звездане стазе: Протозвезда       | Пророк, Дреднок, клингонски пилот                                              |
| 2022.      | Трансформерси: Земаљска искра     | Мегатрон, Квинтус Прајм, Фармер                                                |
| 2022.      | Кућа Бука                         | Др Тед, Г. Сејерс, Босли Булсворт, Судија                                      |
| 2022.      | Ники Велики (ТВ серија)           | Директор Николс, Тренер Џон                                                    |
| 2022.      | Мачак у чизмама: Последња жеља    | Мачак у чизмама                                                                |
| 2022.      | Божић у кући Бука                 | Рип Хардкор                                                                    |
| 2022.      | Ловци на Деда Мраза               | Ујак Чарли                                                                     |
| 2022.      | Шпијунци                          | Ернесто Спивак                                                                 |
| 2023.      | Монстер хај (ТВ серија)           | Аполо Вулф, Кума, Главакус, Троглави кувар, Модира, Сирен-тата Вејк, Хорострав |
| 2023.      | Зона плиме                        | Сесил Звезда                                                                   |
| 2023.      | Стварна кућа Бука                 | Др Симонс, Г. Рикшо                                                            |
| 2023.      | Руби тинејџерка: Морско чудовиште | Артур Гилман                                                                   |
| 2023.      | Рабл и екипа                      | Дека Грејвел                                                                   |
| 2023.      | Сантијаго од мора                 | Ел Гуардиан                                                                    |
| 2024.      | Супершпијунке                     | Џери, Кувар Фламбеј                                                            |